# Festival international des films berbères
Festival international des films berbères (FIFB), (en berbère :  ⵝⴰⴼⴰⵙⴽⴰ      ⵏ  ⵓⵙⴰⵔⵓ ⴰⵎⴰⵣⵉⵖ  ⴰⴳⵔⴰⵖⵏⵏⴰⵏ), créé à l'initiative de Mohammed Saadi,, président fondateur du groupe Berbère Télévision (BRTV), pour qui la création du festival s’inscrit dans une continuité évidente des actions menées au cours de ces dix dernières années dans les domaines de l’audiovisuel et du cinéma en langue berbère.

## Historique
Le festival ne bénéficie d’aucune aide financière étatique, maghrébine ou africaine, par contre il bénéficie de l'appui de plusieurs institutions françaises dont le ministère de la Culture, la Ville de Paris, l'Île-de-France, le CNC, l'ACSE, l'Image à la Diversité. Le Luminor Hôtel de ville où s'est déroulée la seconde édition est connu pour recevoir chaque année plusieurs festivals auxquels il donne un rayonnement européen.
Le festival se définit comme  « un tremplin vers une reconnaissance du nouveau cinéma se réclamant de la langue et la culture berbère » et se fixe comme objectifs de :
- promouvoir la circulation des œuvres cinématographiques d'origine berbère d'Afrique du Nord.
- privilégier la découverte de nouveaux talents (réalisateurs, scénaristes, producteurs et techniciens du métier).
- favoriser les rencontres et les échanges professionnels entre Français, Européens et participants au festival.
- créer des fonds d'aide à la production
- créer un marché de films.

La première édition s'est tenue du 19 au 21 avril 2013 au cinéma Les 3 Luxembourg, avec comme président du jury Daniel Prévost. Au programme, six courts-métrages, six documentaires en compétition mais également cinq longs-métrages présentés pendant les trois jours du festival. Albert Camus s'invita au festival, puisque l'événement célébrera le centenaire de l'écrivain et diffusera L’Étranger de Luchino Visconti. D'autres films également à l'honneur comme La colline oubliée d’Abderrahmane Bouguermouh, ou encore Indigènes de Rachid Bouchareb... font partie de la programmation du festival.
La seconde édition s'est tenue du 30 au 31 mai 2015 au cinéma Le Luminor Hôtel de Ville à Paris, parrainée par le chanteur Idir. Le jury, est composé de Tassadit Yacine (présidente), de Youcef Aloui et Mokrane Gacem.
Le comité a sélectionné une trentaine d'œuvres. En compétition, cinq longs-métrages, neuf documentaires et pas moins d'une quinzaine de courts-métrages ayant trait à la culture et l'histoire berbère.
Palmarès de la seconde édition 2015
- Premier Prix du festival long métrage : Adiós Carmen, de Mohamed Amin Benamraoui (Maroc, Rif )
- Mention spéciale de la catégorie: Aghrrabu (Grand bateau ), de Ahmed Baïdou (Maroc)
- Premier Prix du festival pour le documentaire : Les villages amazighs en Tunisie, de Abdelhak Tarchouni (Tunisie)
- Mention spéciale de la catégorie: Azul, de Wassim Korbi (Tunisie)
- Premier Prix du court métrage: Carte postale, de Mahassine El Hachadi (Maroc)
- Mention spéciale de la catégorie: Koceila, de Tahar Houchi (Algérie)

La présence à ce festival de Merzak Allouache, Lyes Salem et Abderrahmane Sissako , illustres noms qui ont marqué de leur empreinte le cinéma contemporain a été fortement saluée, leurs films ont enthousiasmé le public.